# Vallepietra
Vallepietra es una localidad italiana de la provincia de Roma, región de Lazio, con 325 habitantes.

## Evolución demográfica
| Gráfica de evolución demográfica de Vallepietra entre 1861 y 2001 |
|                                                                   |
| Fuente ISTAT - elaboración gráfica de Wikipedia                   |